# Marcus Valerius Maximus Lactuca
Marcus Valerius Maximus Lactuca was een Romeins politicus, die in 456 v.Chr. consul van de Romeinse Republiek was.
Marcus Valerius was lid van de gens Valeria, een van de oudste patricische families in Rome. Zijn vader Manius Valerius Maximus was in 494 v. Chr. dictator en zijn zoon Marcus Valerius Lactuca Maximus was in 437 v.Chr. consul suffectus.
In 458 v.Chr. werden hij en Titus Quinctius Capitolinus Barbatus gekozen tot quaestor. Ze zetten het proces voort tegen de voormalige volkstribuun Volscius die een valse verklaring had afgelegd waardoor Caeso Quinctius, de zoon van Lucius Quinctius Cincinnatus, in ballingschap moest gaan. Volscius werd veroordeeld en verbannen.
In 456 v.Chr. werd hij samen met Spurius Verginius Tricostus Caeliomontanus tot consul verkozen. Onder hun consulschap werd de Lex Icilia de Aventino publicando aangenomen; deze wet wees de openbare heuvel Aventijn, de zuidelijkste van de zeven heuvels van Rome, toe aan de plebejers, zodat deze daar huizen konden bouwen.